# Much (canal de televisão)
Much (conhecido anteriormente como MuchMusic) é um canal de televisão canadense pertencente a Bell Media. É dedicado a programas relacionados a música, cultura pop e jovem.

## História
MuchMusic foi licenciado em 2 de abril de 1984 pela Canadian Radio-television and Telecommunications Commission (CRTC) para CHUM Limited. Pouco tempo depois, MuchMusic foi lançado em 31 de agosto de 1984, como um dos primeiros canais a cabo segmentados do Canadá. Em 22 de junho de 2007, CTVglobemedia ganhou o controle do MuchMusic depois de uma oferta pública de aquisição da CHUM Limited.
O primeiro videoclipe exibido pelo MuchMusic foi "The Enemy Within" da banda de rock progressivo canadense Rush.
Bell Canada ganhou controle MuchMusic através oferta pública de aquisição CTVGlobeMedia em 1 de abril de 2011, assim, renomeando o nome da empresa para o Media Bell, e dando ao canal uma nova aparência e um novo logotipo.

## Programação
Fazendo uso de instalações da CHUM e equipes de produção, o canal produziu muitas programas de variedade de especialidade musical, incluindo o programa de dança de longa duração Electric Circus e do game-show Test pattern, e adotou alguns programas originalmente criados para CHUM como City Limits, que contou com vídeos alternativos.
O canal exibe três programas de votação: MuchOnDemand, MuchTakeOver e PunchMuch.
MuchMusic é muito conhecido pelo sua premiação anual em junho, o MuchMusic Video Awards. A premiação é promovida semanas antes da noite do MMVA.
Foi creditado por ajudar a promover uma cena musical vibrante canadense por causa das regras canadenses para transmissão de conteúdo que mandatou nativa atos musical tinha um lugar seguro e de destaque na programação do canal jogar  Assim, o MuchMusci procura encontrar nvos videoclipes canadenses através do MuchFACT e produz a popular série de álbuns Big Shiny Tunes e MuchDance.
A partir de 2007, MuchMusic começou a exibir vários programas não relacionados a música como Girlicious, Greek, America's Best Dance Crew, The O.C., Gossip Girl, e BECK: Mongolian Chop Squad (encerrado em junho de 2007). Esses programas, foram ao ar várias vezes para ganhar o interesse dos telespectadores. Antes desses programas irem ao ar, MuchMegaHits era um programa de destaque que desempenhou vários vídeos clipes com base em singles. Como resultado, BECK: Mongolian Chop Squad foi o único anime exibido no canal.
MuchMusic exibe toda sexta-feira á noite filmes sob o nome de MuchMovie. Os filmes são voltados para o público jovem. No entanto, grande parte das cenas são editadas ou cortadas devido a motivos de radiodifusão.